# Coalition militaire en Irak

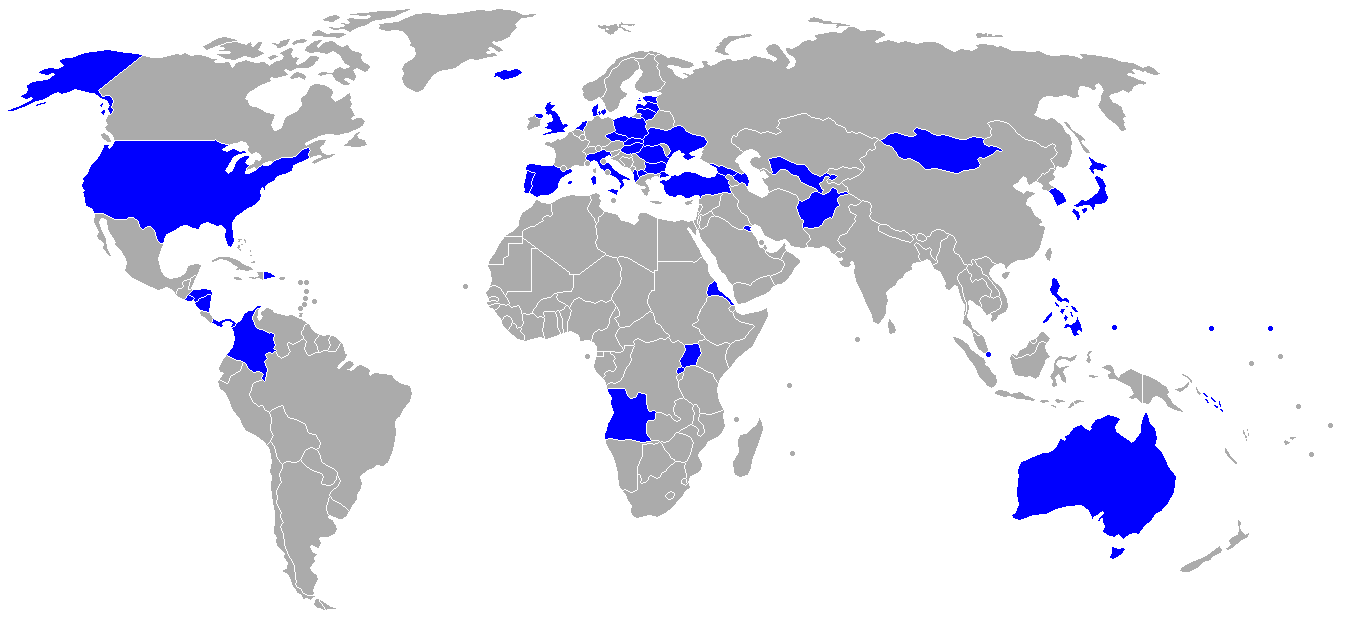
Nations soutenant la coalition en 2003.

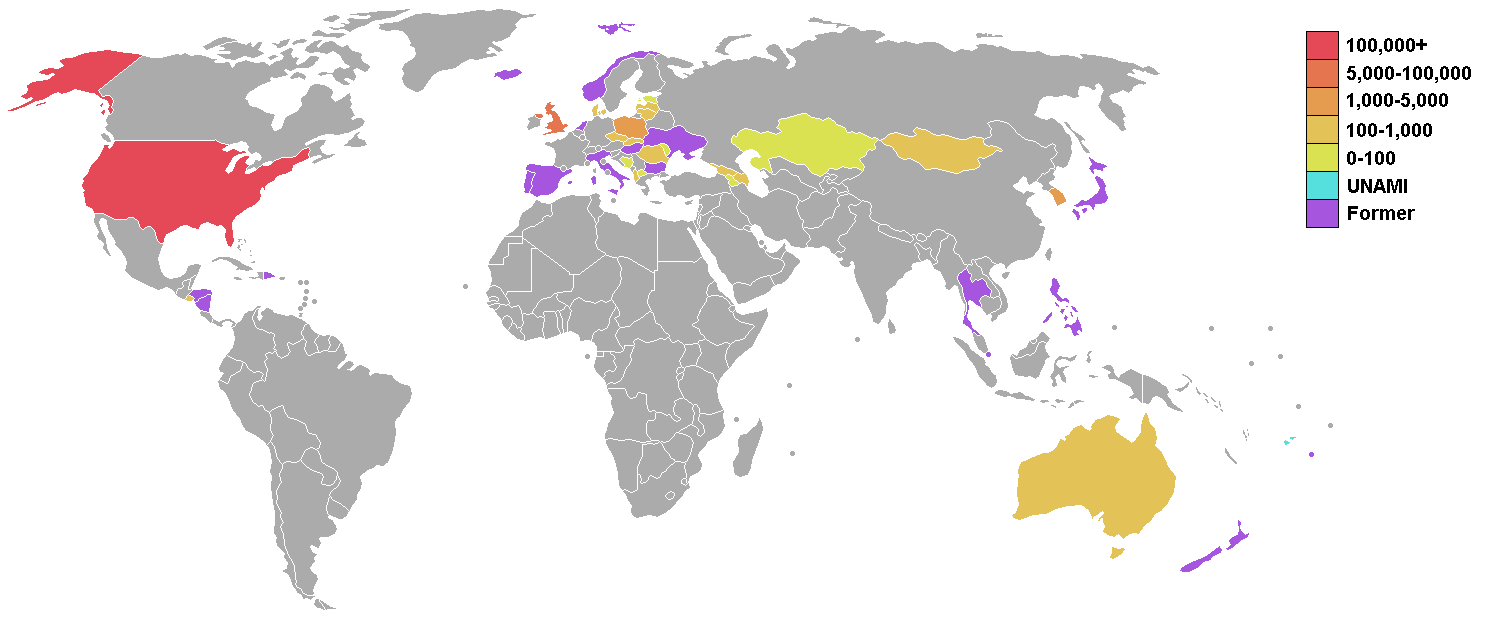
Situation des effectifs en 2006.

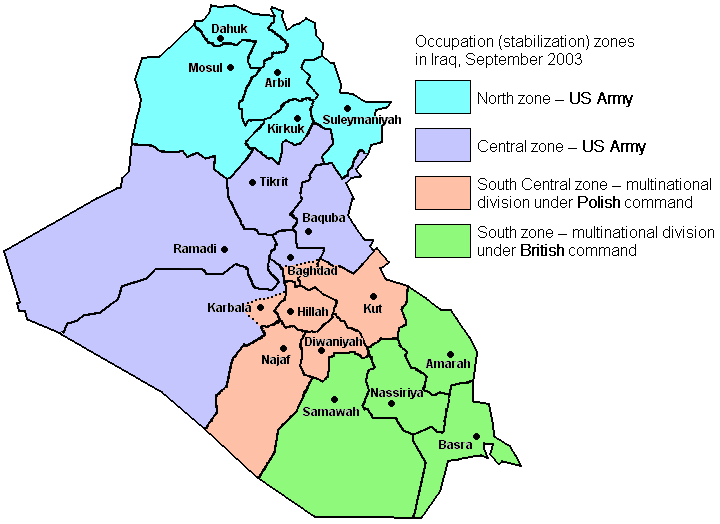
Zone d'occupation fin 2003.

La coalition militaire en Irak (en anglais : Multi-National Force – Iraq, ou MNF-I) désigne la force armée multinationale conduite par les États-Unis pour attaquer l'Irak en 2003 et stationnée dans le pays pour former et soutenir ses nouvelles forces de sécurité. Depuis le 1er janvier 2010, ce commandement a été remplacé par United States Forces – Iraq (en) (USF-I) regroupant les forces américaines stationnées dans ce pays dans le cadre de l'opération New Dawn jusqu'au départ de celles-ci en décembre 2011.
Sa présence a été légalisée par la résolution 1483 du Conseil de sécurité des Nations unies jusqu'à fin 2008. Dans sa résolution 1859, le Conseil a « donné acte de l'expiration du mandat » de cette force au 31 décembre 2008.

## Historique
En 2003/2004, près d'une cinquantaine de pays de quatre continents ont participé à cette coalition. Les forces britanniques, australiennes et polonaises étant les seules à faire partie des “forces d’entrée en premier” au côté des Américains lors de l’offensive en Irak en 2003.
À son niveau le plus haut, la coalition comptait quelque 330 000 soldats originaires de 38 pays – 250 000 Américains, quelque 40 000 Britanniques, le reste allant de 2 000 hommes pour l'Australie à 218 du côté albanais ou encore 29 hommes pour le Kazakhstan. Ces forces dépendent sur le plan opérationnel du United States Central Command. En plus des activités militaires, la coalition mène des actions civilo-militaires dans le pays.
En juillet 2008, 22 États y ont participé à divers degrés. Le mandat de l'ONU a expiré le 31 décembre 2008 et le gouvernement irakien a demandé à ce qu'il ne soit pas renouvelé. Bagdad doit donc négocier de manière bilatérale avec les autres capitales les conditions de la poursuite de leur engagement. Les seules forces armées autorisées à rester en Irak après l'expiration du mandat de l'ONU sont celles des États-Unis, du Royaume-Uni, de l'Australie, du Salvador, de l'Estonie et de la Roumanie.
En janvier 2009, le contingent américain compte 141 000 personnes, 128 000 en juillet 2009.
Selon le Status of Forces Agreement (SOFA) signé avec le gouvernement irakien, les forces de combat comptant 55 000 personnes se sont retirées à la fin juin 2009 des villes et l'ensemble des forces, sauf des conseillers et des unités spécialisé, doivent quitter l'Irak le 31 décembre 2011,.
Le United States Forces – Iraq (USF-I) remplaçant le commandement de la coalition depuis le 1er janvier 2011 dispose de moins de 50 000 personnes.
Les dernières troupes américaines de cette opération - hors gardes de l'ambassade et quelques formateurs - ont quitté l'Irak le 18 décembre 2011. En 2014, une coalition internationale contre l’État islamique est mise sur pied, engageant plusieurs pays occidentaux et arabes.

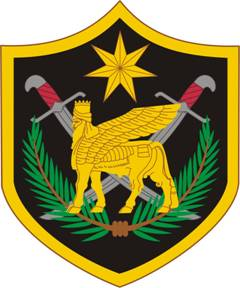
Blason de la Multi-National Force-Iraq (MNF-I)
Insigne distinctif d'unité des éléments de l'US Army de la MNF-I
Logo de l'United States Forces – Iraq (USF-I)

### Pertes de la Coalition
Selon les sites Internet indépendants icasualties.org et antiwar.com le bilan des pertes de la Coalition, du 20 mars 2003 au 8 janvier 2011 sont :
- de 4 792 morts dont 4 475 soldats américains[10] (3 500 morts au combat), 179 soldats britanniques et 139 soldats d'autres pays alliés (805 par accidents ou maladies - à vérifier -, un seul décès d'un soldat non-américain recensés en 2009, aucun depuis).
- Plus de 36 000 blessés dans la coalition dont 30 718 américains[10].

Le bilan annuel pour les Américains se décompose ainsi :
- En 2003 : 486 morts et 2 416 blessés
- En 2004 : 849 morts et 8 002 blessés
- En 2005 : 846 morts et 5 947 blessés
- En 2006 : 822 morts et 6 400 blessés
- En 2007 : 904 morts et 6 103 blessés
- En 2008 : 314 morts et 2 052 blessés
- En 2009 : 149 morts et 677 blessés
- En 2010 : 60 morts et 369 blessés (décompte des blessés arrêté au mois de novembre 2010[11]
- En 2011 : 54 morts au 22 décembre 2011

## Commandant
| N° | Nom                                |  | Prise de commandement | Fin de commandement |
| -- | ---------------------------------- |  | --------------------- | ------------------- |
| 1  | Général Ricardo S. Sánchez (USA)   |  | 15 mai 2004           | 4 juillet 2004      |
| 2  | Général George William Casey (USA) |  | 4 juillet 2004        | 10 février 2007     |
| 3  | Général David H. Petraeus (USA)    |  | 10 février 2007       | 16 septembre 2008   |
| 4  | Général Raymond T. Odierno (USA)   |  | 16 septembre 2008     | 1er septembre 2010  |
| 5  | Général Lloyd Austin (USA)         |  | 1er septembre 2010    | 18 décembre 2011    |

## Composition par nationalité (2008)
- États-Unis : 132 000 soldats. George W. Bush a annoncé en janvier 2007 le déploiement de plus de 21 000 soldats supplémentaires qui ont quitté l'Irak durant l'été 2008.
- Royaume-Uni : 7 100 soldats britanniques déployés principalement dans le sud. Le Premier ministre britannique Tony Blair a annoncé le 21 février 2007 une réduction des troupes de 7 100 à 5 500 soldats, mais n'a pas donné de calendrier précis. En décembre 2008, il y a environ 4 000 militaires britanniques en Irak, le retrait a eu lieu en juillet 2009. Il reste 300 officiers et instructeurs pour encadrer la marine irakienne[12] jusqu'au 22 novembre 2010[13].
- Corée du Sud : 2 300 hommes. Séoul a ramené son contingent à 1 200 en octobre 2007. Retrait en décembre 2008.
- Ukraine : quelque 1 630 soldats de la Mission ukrainienne de maintien de la paix en Iraq dans la Zone d'occupation polonaise en Irak[14],[15]. Retrait en 2005[14]. Le déploiement initial consistait en 448 soldats d'un bataillon de guerre chimique, nucléaire et biologique pour soutenir l'invasion de l'Irak en mars 2003. Ils ont été remplacés le 28 août 2003 par 1 621 soldats de la 5e brigade mécanisée, suivie des rotations des 6e et 7e brigades mécanisées séparées. Les pertes sont de 18 tués et 32 blessés[16].
- Australie : 1 400 dont 550 d'une unité combattante. Retrait en juillet 2009.
- Pologne : 900. Retrait en octobre 2008.
- Géorgie : 850 à l'origine, porté par la suite à environ 2 000. Retrait des troupes géorgiennes en août 2008 à la suite de la guerre d'Ossétie du Sud de 2008.
- Roumanie : 730 au pic de déploiement, bataillon d'infanterie de 550 hommes sous commandement italien en juillet 2003. En novembre 2004, 400 fantassins ; 100 policiers militaires, 150 démineurs ; 50 officiers de renseignement militaire et 30 médecins soit 730 ; 605 en 2008. Retrait le 23 juillet 2009. Les pertes sont de trois tués[17].
- Danemark : 460. Copenhague a retiré en août 2007 ses troupes terrestres déployées dans le Sud de l'Irak (430 hommes) et les a remplacées par une unité d'hélicoptères, composée de 55 militaires qui ont quitté le pays en décembre 2007[18].
- Salvador : 379. Retrait en janvier 2009.
- Albanie : 218. Retrait en décembre 2008[3].
- Bulgarie : 155. Retrait en décembre 2008[19]
- Azerbaïdjan : 150. Retrait en décembre 2008.
- Lettonie : 120. Retrait en novembre 2008.
- Mongolie : 100. Retrait en septembre 2008.
- République tchèque : 97. Retrait en décembre 2008.
- Arménie : 46. Retrait en octobre 2008.
- Tonga : 45. Arrivée en juin 2004, retrait en décembre 2008[20].
- Estonie : 40. Retrait en janvier 2009[21].
- Macédoine : 40. Retrait en novembre 2008.
- Bosnie-Herzégovine : 36. Retrait en novembre 2008.
- Kazakhstan : 29. Retrait en octobre 2008.

## Situation 2009/2010
Au mois de juillet 2009, une seule nation avait encore des forces de combat sur le sol irakien :
- États-Unis - 112 000 (chiffre décembre 2009)

Au 30 novembre 2010, le chiffre était descendu à 47 000 hommes stationnés en Irak.

## États et organisations ayant des forces en Irak hors Coalition
- Organisation des Nations unies : Dans le cadre de la United Nations Assistance Mission in Iraq (en)[23], 219 militaires fidjiens assurent la sécurité de la mission sous casque bleu et d'autres militaires de plusieurs nationalités ont le statut d'observateurs 2008. En janvier 2020, le contingent est de 160 casques bleus fidjiens et 77 népalais[24].
- OTAN : Dans le cadre de la NATO Training Mission – Iraq (en), elle assure une formation pour les forces armées et de police irakiennes. La Jordanie, non-membre de l'alliance, assurant la formation de 50 000 policiers en 2007[25]. La mission d’assistance et de formation se termine le 31 décembre 2011. Elle a « formé plus de 5 000 militaires et plus de 10 000 policiers en Irak ». Elle a permis à « plus de 2 000 autres personnes de participer à des stages organisés dans les pays alliés, et a fourni pour plus de 115 millions d’euros de matériel militaire ainsi que des fonds d’un montant total de 17,7 millions d’euros, versés au titre de fonds d’affectation spéciale »[26].
- Union européenne : Dans le cadre de la mission EUJUST Lex Iraq[27], mise en place en juillet 2005 dans le cadre de la PESC, entre une trentaine et une centaine de fonctionnaires forment le personnel judiciaire et pénitentiaire. Un bilan de 2007 comptabilise 1 572 personnes formées[28] et en octobre 2010 de 3 581 personnes. Cette mission a été reconduite chaque année[29] et s'est terminé en décembre 2013[30].
- Japon : 600, le Japanese Iraq Reconstruction and Support Group (en) servit uniquement à l'action civilo-militaire et la logistique et ne dépendait pas du commandement de la Coalition. Déployé en 2004, retrait en juillet 2006. La force aérienne japonaise a continué des missions de transport jusqu'en décembre 2008[31].
- Nouvelle-Zélande : Bien qu'opposée à l'invasion de 2003, elle a envoyé après celle-ci dans le cadre de la résolution 1483 du conseil de sécurité une petite force de génie militaire et de logistique de 61 membres pour la reconstruction et l'aide humanitaire qui est restée jusqu'en octobre 2004. Retrait en septembre 2004.

## Galerie

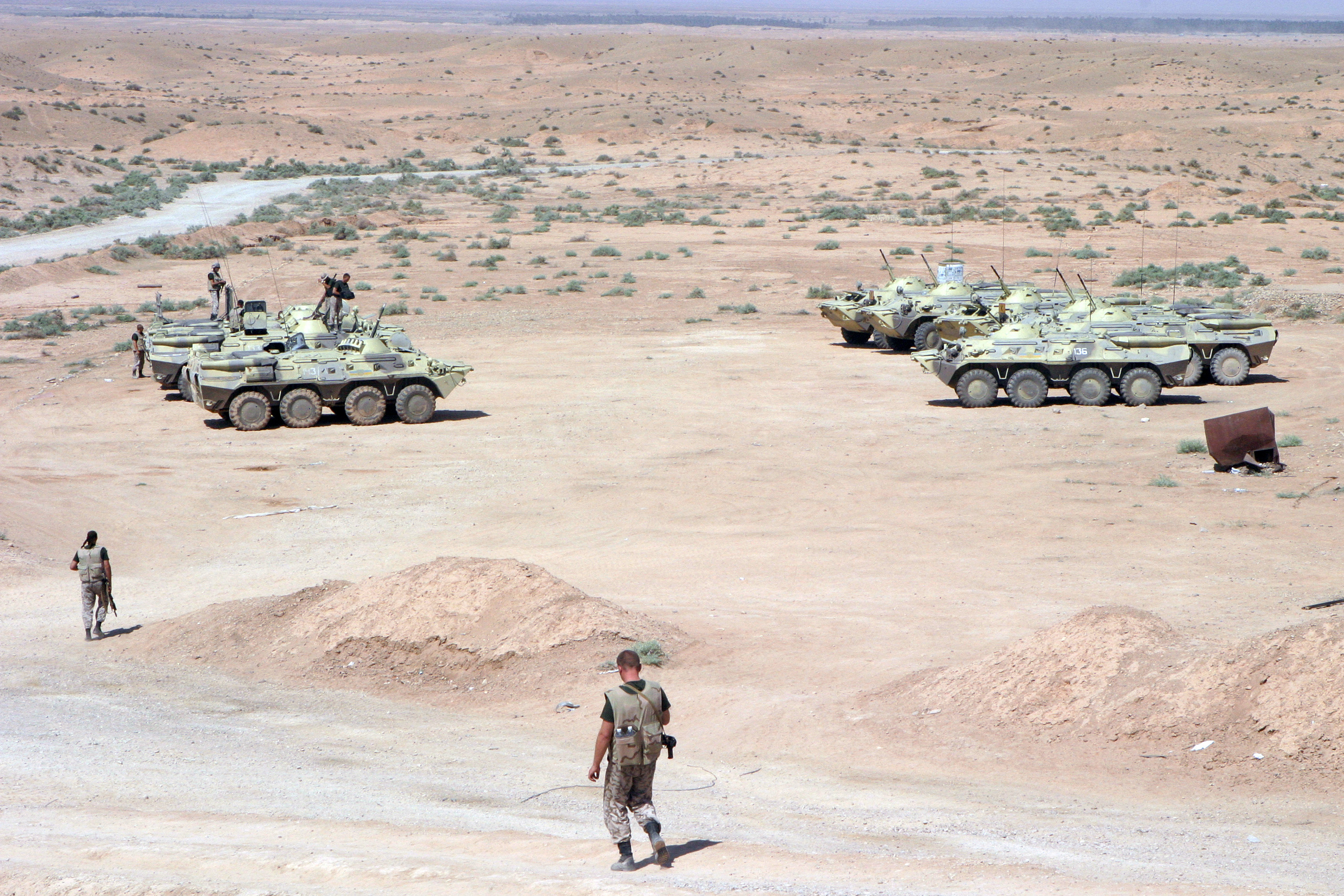
BTR-80 de l'armée ukrainienne le 14 août 2003.
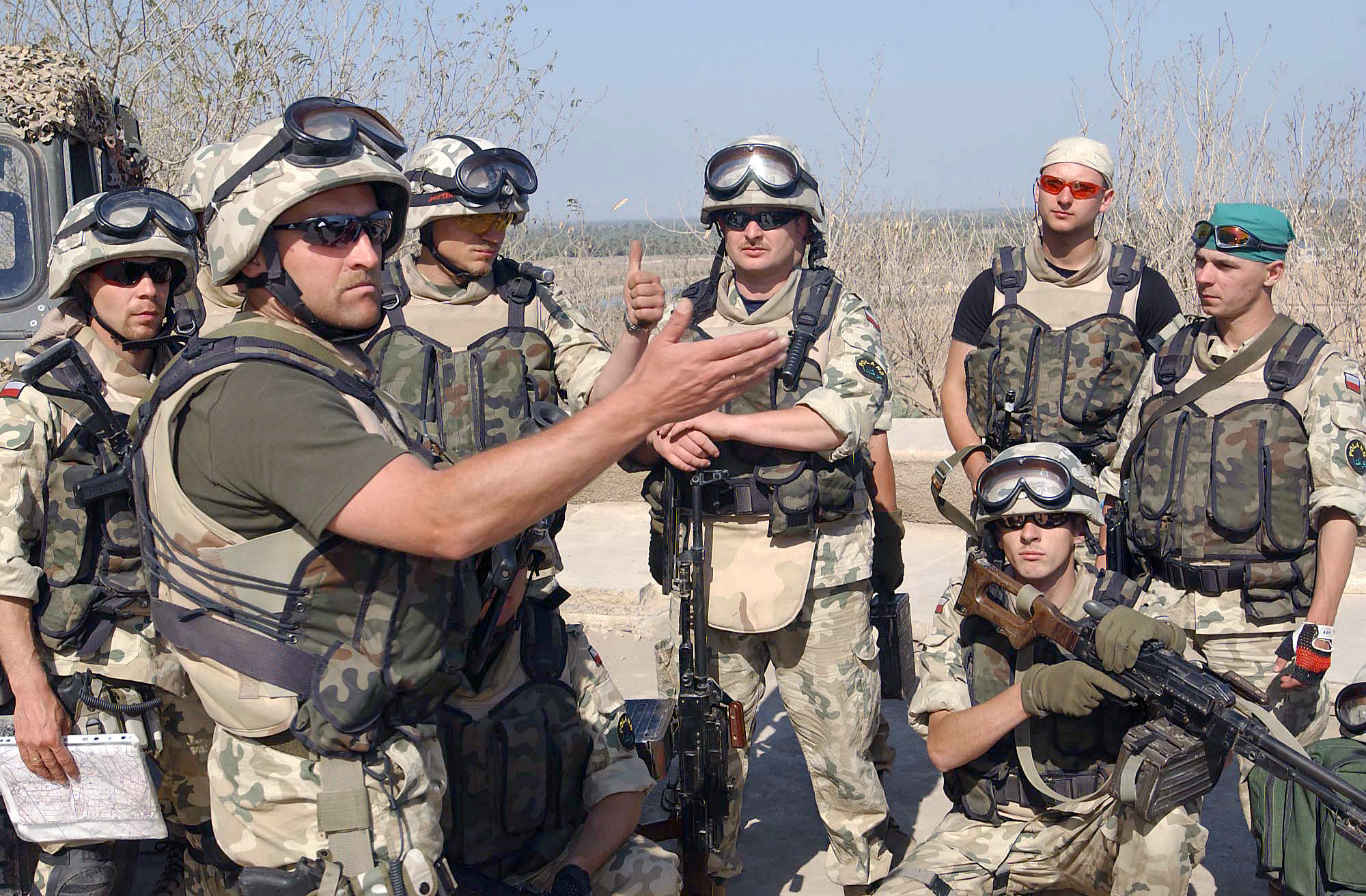
Patrouille de l'armée polonaise dans la région de Babylone en 2004
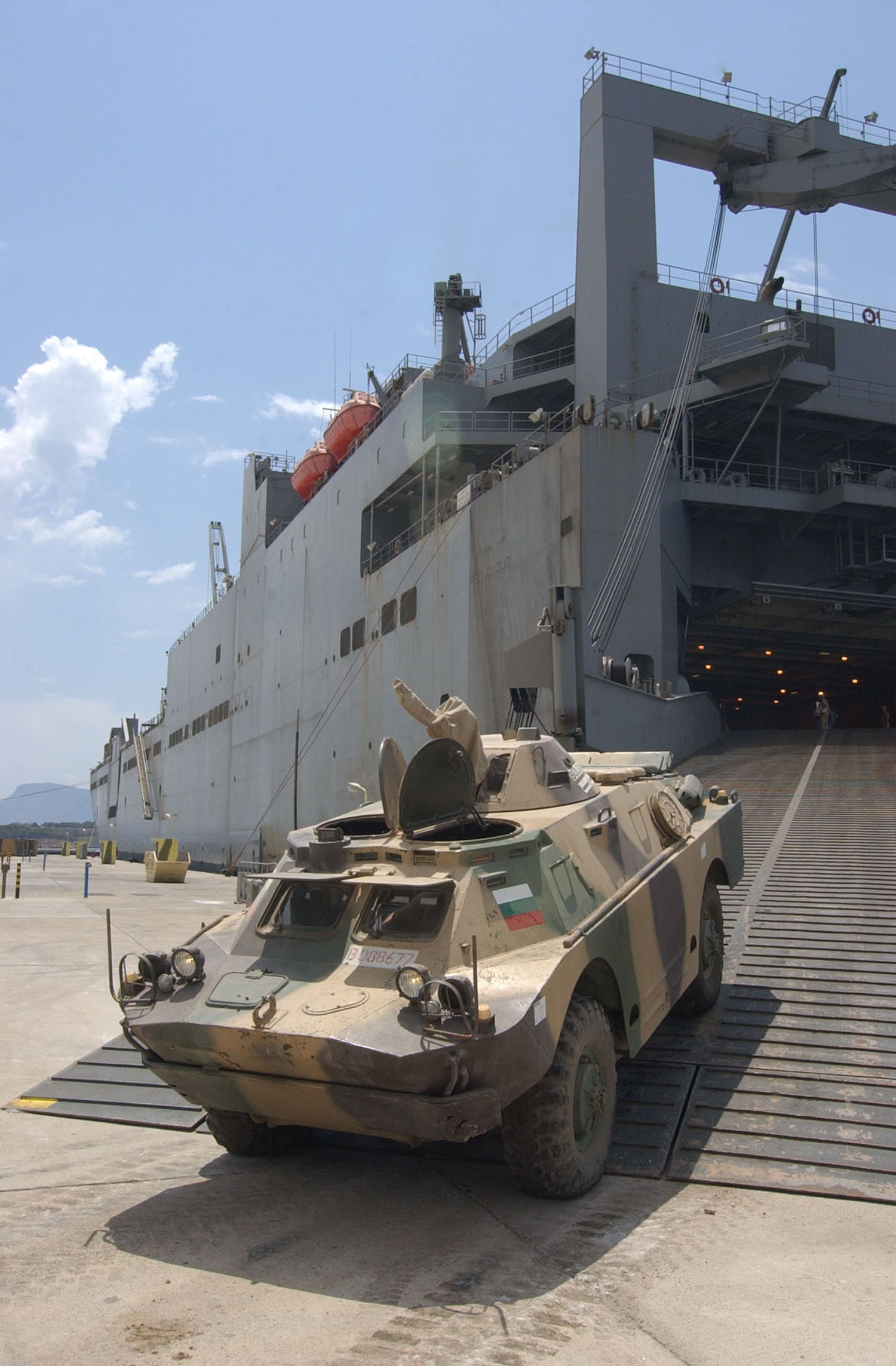
BRDM de l'armée bulgare en Grèce le 26 mai 2005 après un séjour en Irak débarqué d'un navire du MSC
4x4 Tarpan Honker (en) d'une unité polonaise en 2005.
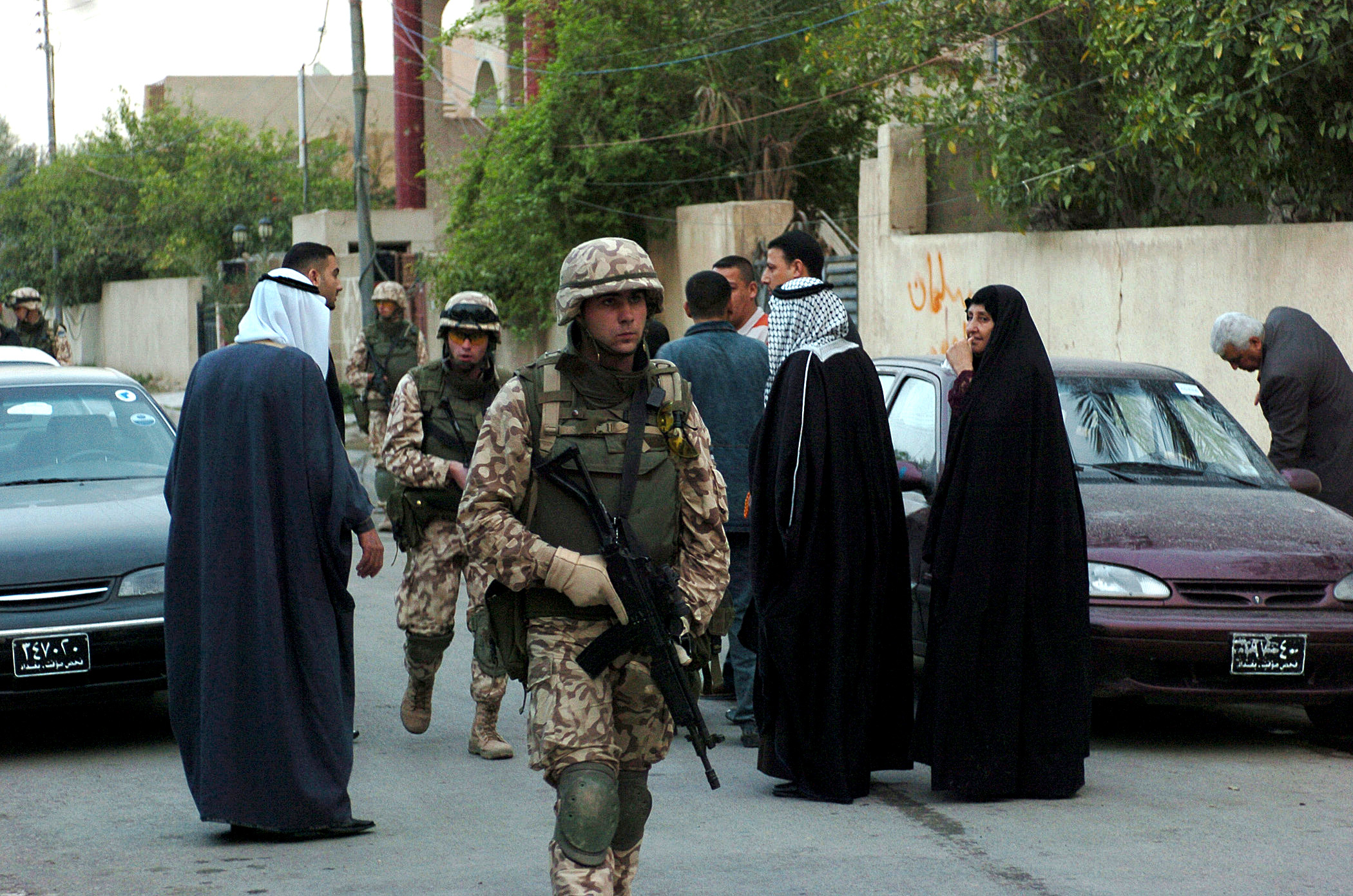
Militaires estoniens en Irak en 2005.
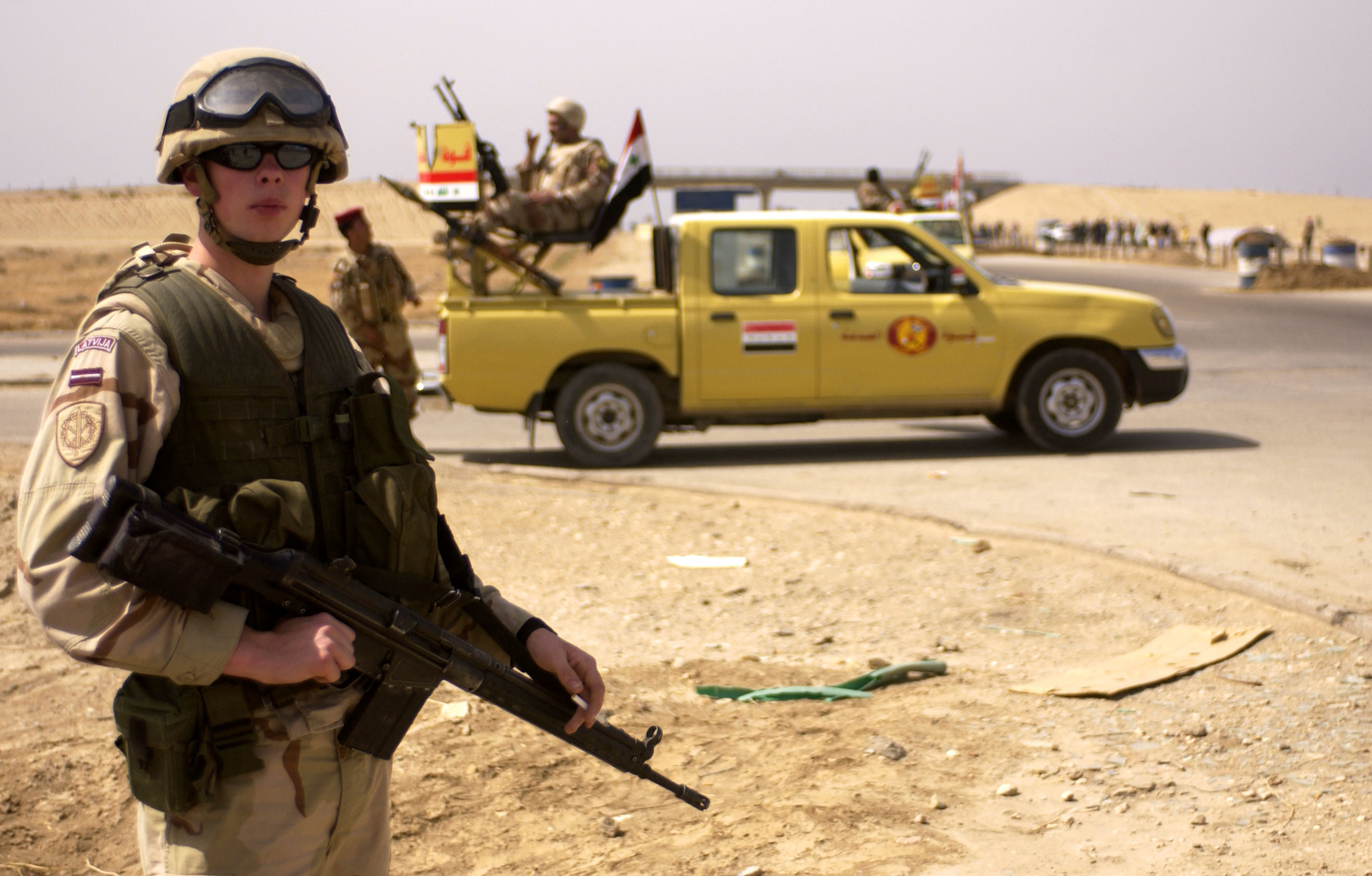
Soldat letton à Diwaniya en 2006.
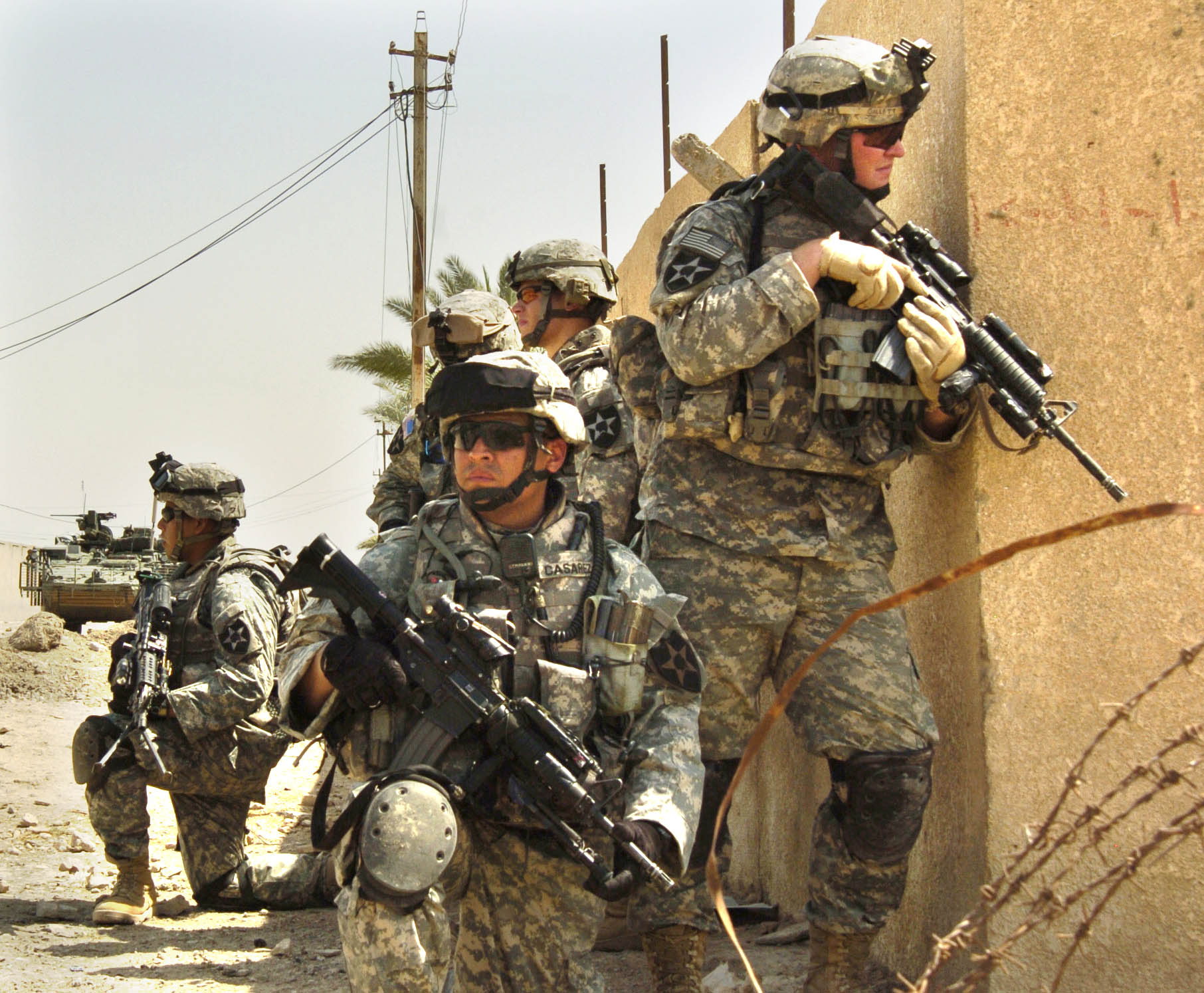
Soldats de la 2e division d'infanterie de l'US Army à Bagdad en 2006
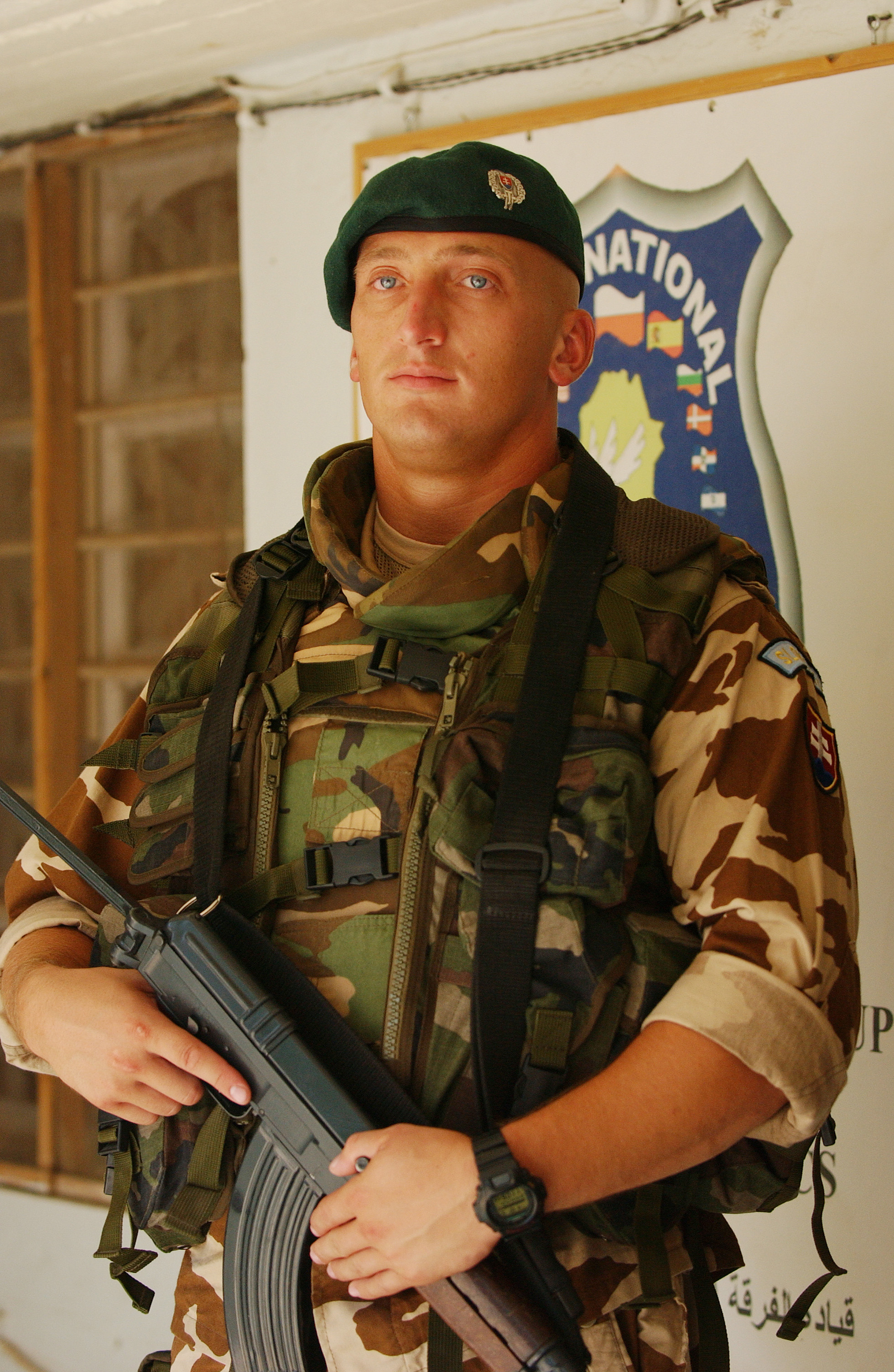
Militaire slovaque en 2006
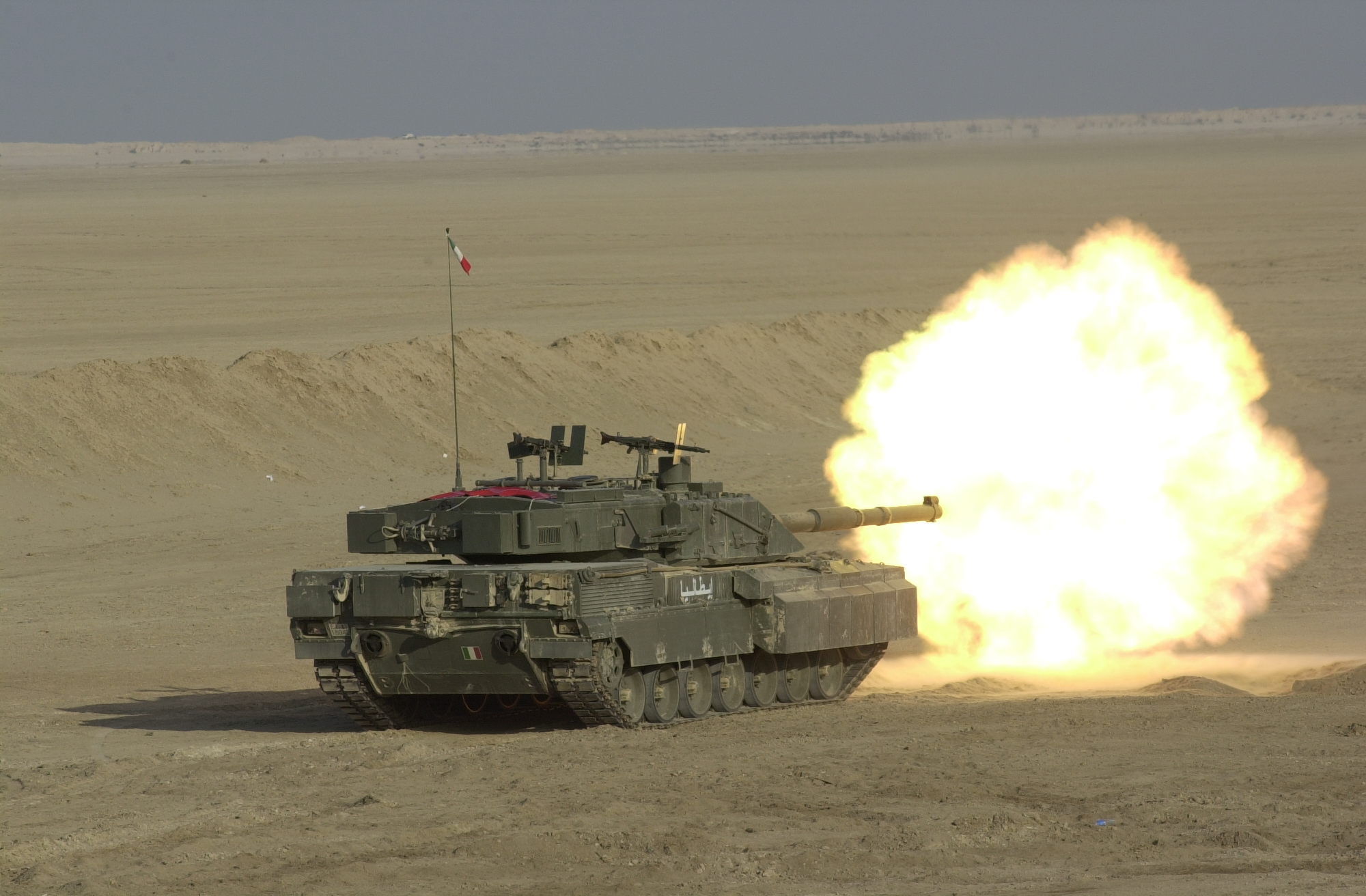
Char C1 Ariete de l’armée de terre italienne lors d'un exercice de tir en 2006.
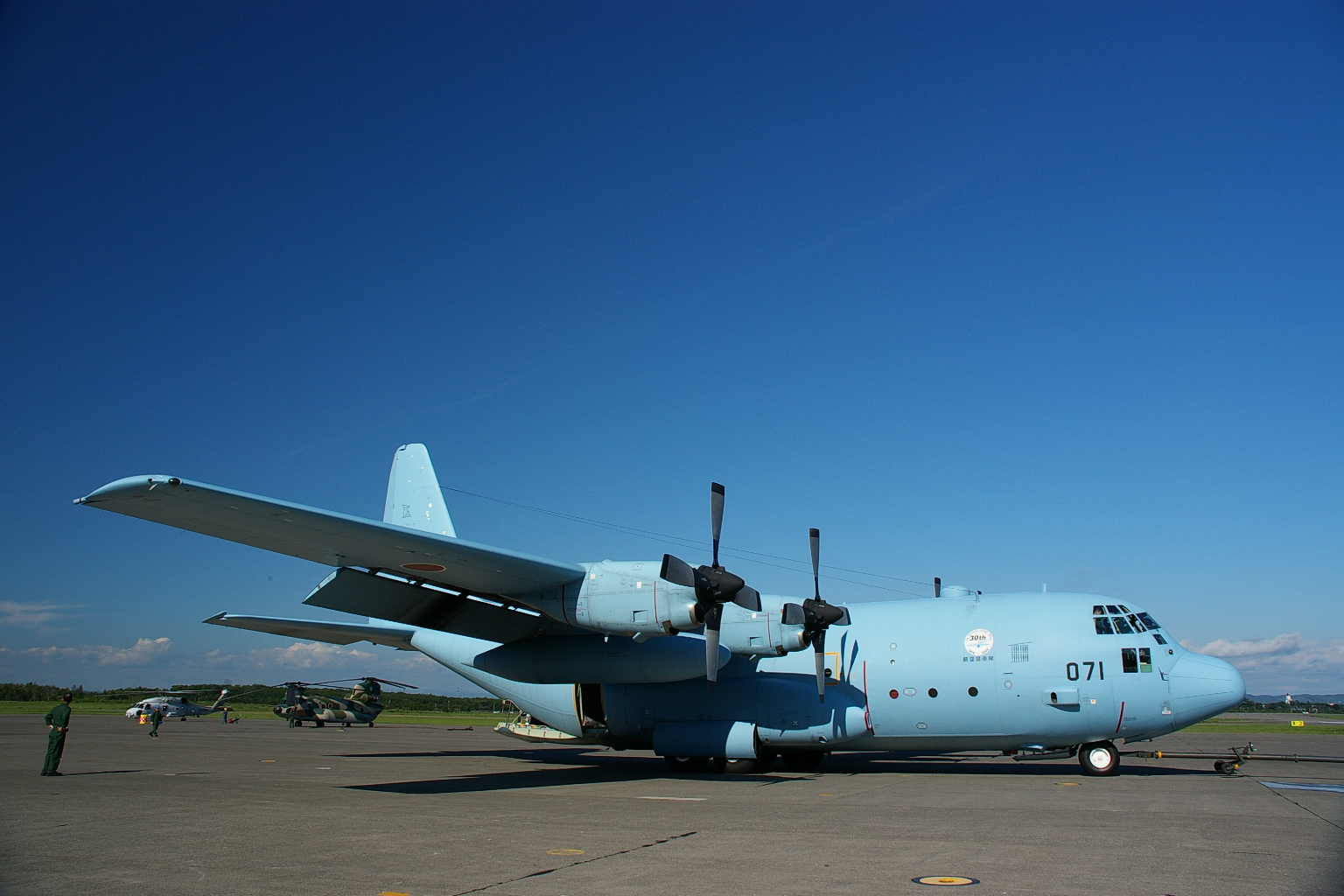
C-130H du Japanese Iraq Reconstruction and Support Group des Forces japonaises d'autodéfense
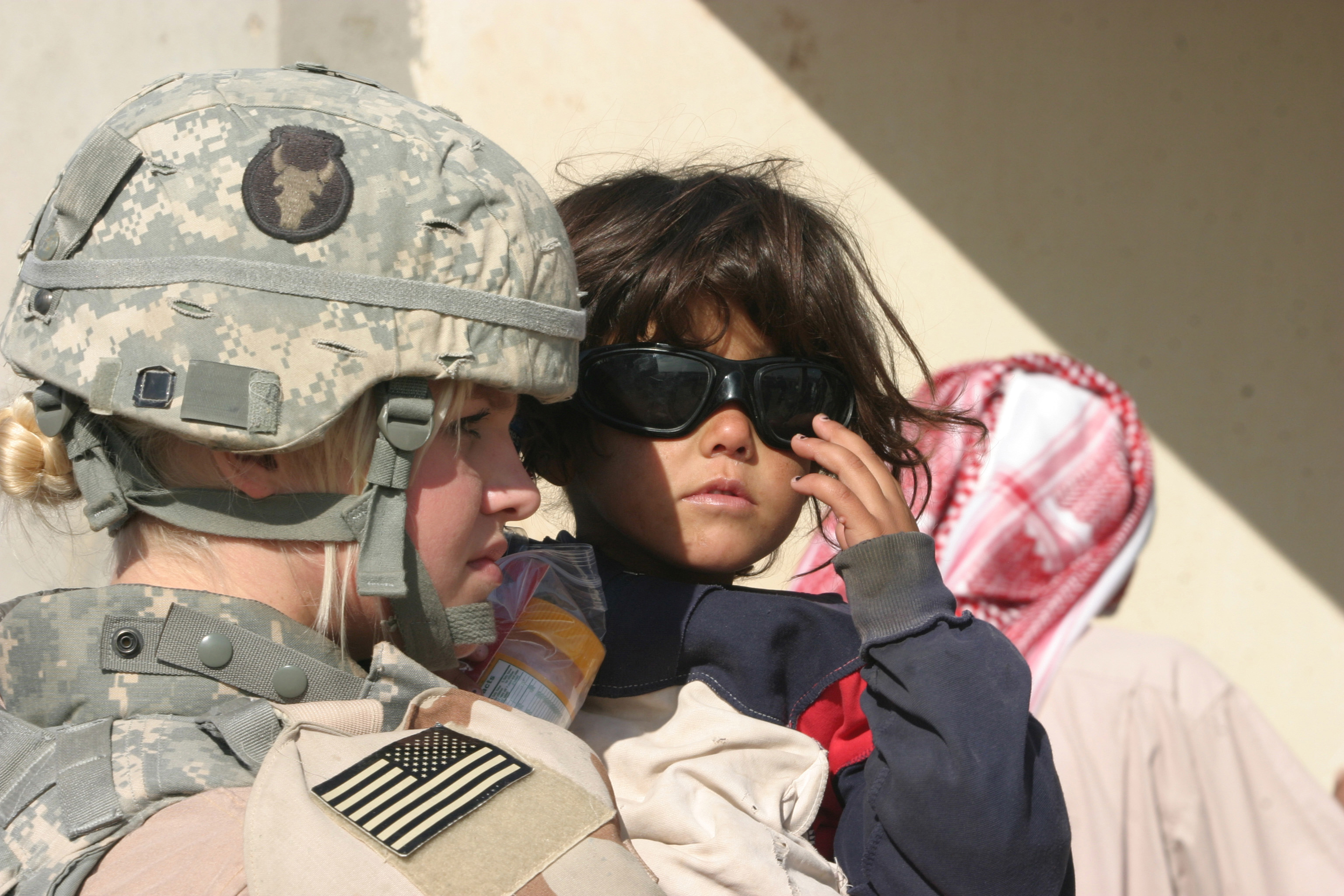
Une militaire américaine en mission d'aide humanitaire ; l'établissement de bonnes relations entre les forces de la Coalition et la population sont indispensables dans la réussite d'opérations de contre-insurrection.
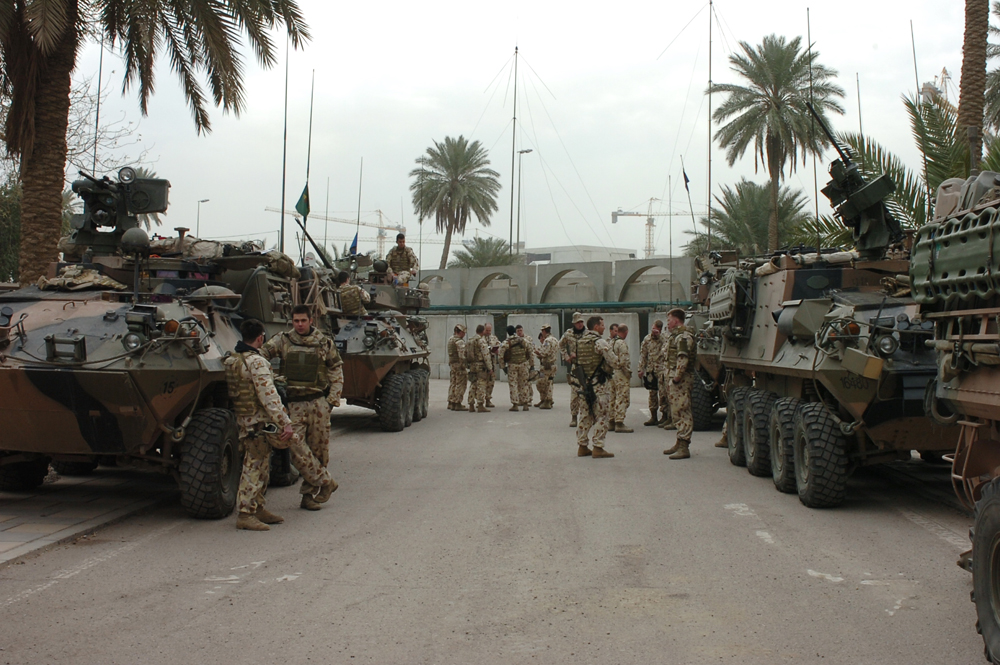
Détachement de l'armée australienne en 2007 à Bagdad
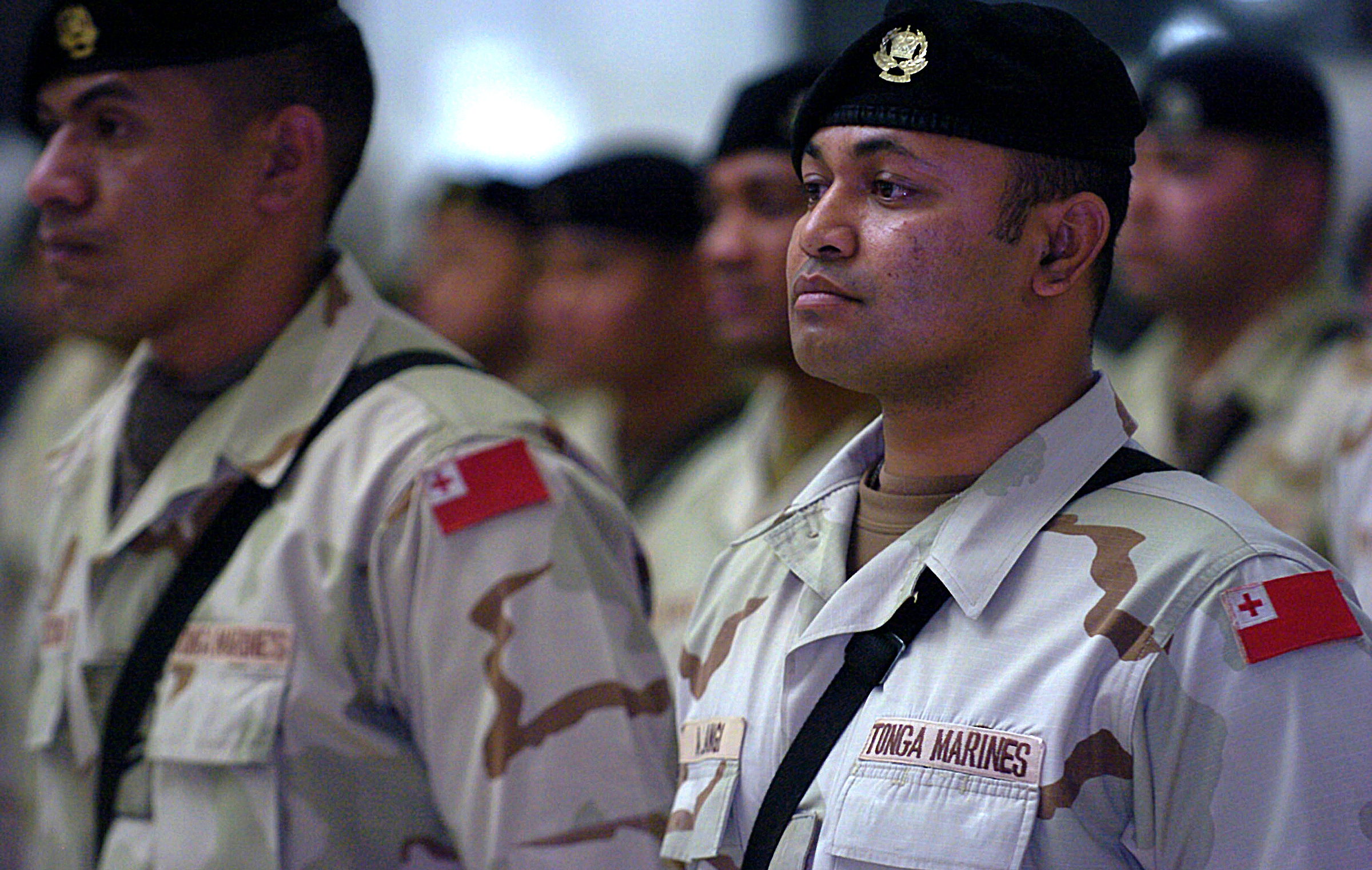
Infanterie de marine des Tonga en Irak en 2008
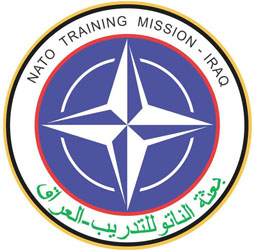
Logo de la mission de l’OTAN en Irak